# Agdistis endrodyi
Agdistis endrodyi is een vlinder uit de familie vedermotten (Pterophoridae). De wetenschappelijke naam van deze soort is voor het eerst geldig gepubliceerd in 2009 door Kovtunovich & Ustjuzhanin.
De soort komt voor in tropisch Afrika.